# マーク・ボラン
マーク・ボラン（Marc Bolan、1947年9月30日 - 1977年9月16日）は、イングランド出身のロックミュージシャン、シンガーソングライター。本名マーク・フェルド（Mark Feld）。
ロックバンド「T・レックス」 のボーカリスト兼ギタリスト。1970年代に流行した音楽ジャンル「グラムロック」の代表的アーティストとして活躍した。2020年、同バンド名義で「ロックの殿堂」入り。

## 生涯
1947年にロンドンのストーク・ニューウィントン・コモン（en, 現在のハックニー区）で双子の姉弟として生まれる。父親はロシア/ポーランド系のユダヤ人（アシュケナジム）だった。
1965年、『ボブ・ディラン（Bob Dylan）』を短縮した『ボラン（Bolan）』を名字にしてソロ・デビュー。1967年にジョンズ・チルドレンにギタリストとして加入するも、3か月で脱退。その後、スティーブ・ペレグリン・トゥック（パーカッション）とアコースティック・デュオ『ティラノザウルス・レックス』を結成。
1970年、パートナーをミッキー・フィンに替えてエレクトリック路線に変更し、バンドを『T・レックス』に改名してからヒット曲を連発。1970年代のグラム・ロック・ムーヴメントの第一人者として活動する。
代表曲には「ゲット・イット・オン」「メタル・グゥルー」「チルドレン・オブ・ザ・レボリューション」「イージー・アクション」「20センチュリー・ボーイ」「ザ・グルーバー」「トラック・オン」「ライト・オブ・ラブ」などがある。

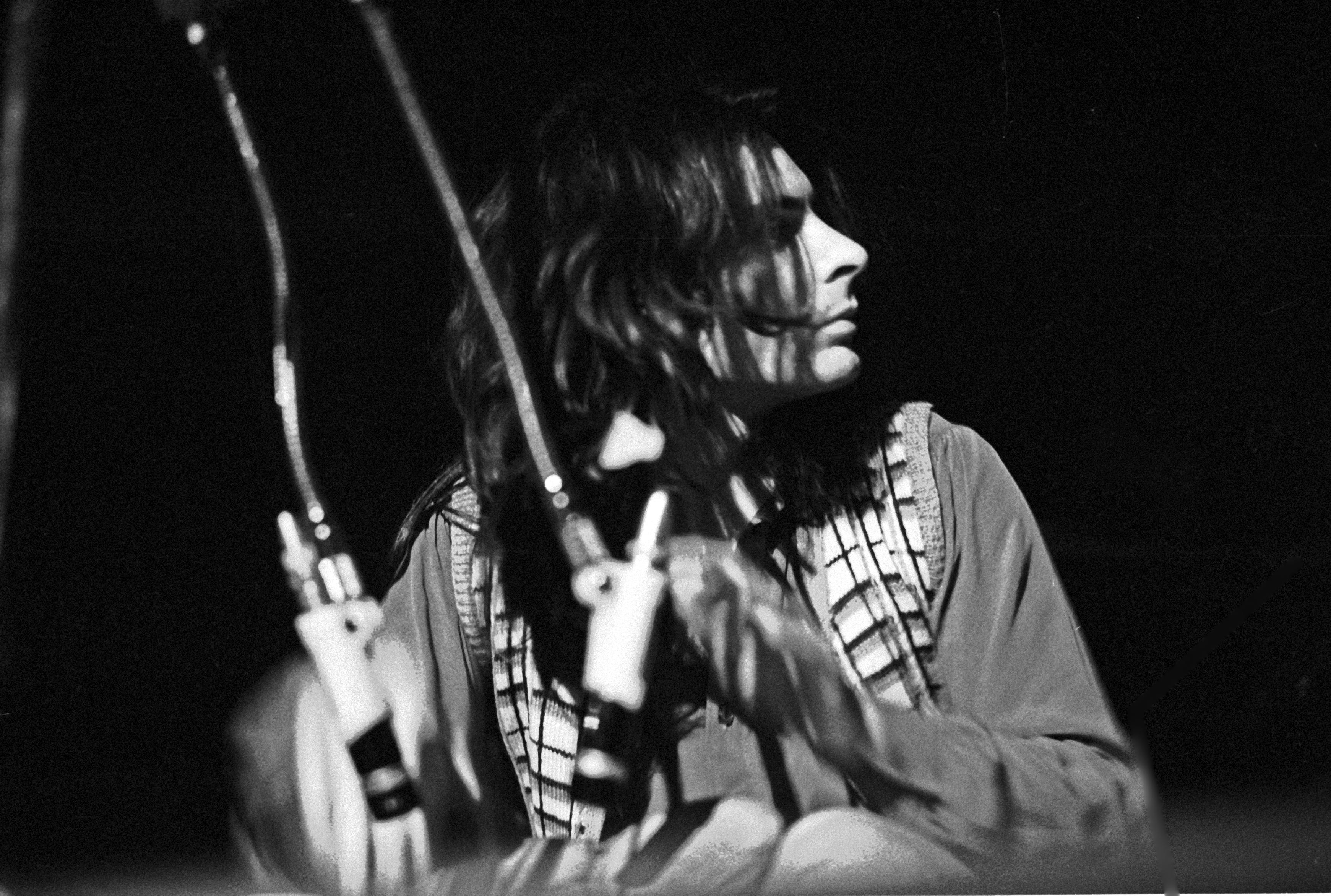
盟友ミッキー・フィン

1977年、グラナダ・テレビジョンに起用されて、TV番組『Marc』の司会を務めた。同番組は合計6回分が収録され、当時のイギリスの人気アーティストを数多くゲストに迎えた。最終回はグラム・ロック・ムーヴメントのもう一人の第一人者だったデヴィッド・ボウイを迎え、最後に二人一緒に演奏してボウイが歌い出そうとするところで終わった。
『Marc』第4回の放映から2日後に当たる同年9月16日、ロンドン郊外のバーンズで自動車事故によって世を去った。自動車は愛人のグロリア・ジョーンズが運転し、ボランは助手席に乗車していた。彼の死の状況については様々な説が流布したが、2015年9月17日付の英国紙ガーディアンは「ボランは即死だった」（"Marc Bolan was killed instantly."） と記述して流説を明確に否定した。事故は車が大破するほど大きく、ジョーンズも顎を骨折して顔面にかなりの負傷を負った。
1981年10月、ボランが1966年に弾き語りをした音源にバックの演奏がオーバー・ダビングされたアルバム『 You Scare Me to Death (霊魂の叫び) 』が、元マネージャーのサイモン・ネイピア＝ベルのプロデュースによってチェリー・レッド・レコードから発表された。

## その他
- オカルトに凝っていた時期がある。彼は30歳まで生きられないことを予見し怖れていた[5][6]。彼が亡くなったのは、奇しくも30歳の誕生日の2週間前だった[7]。
- ジョーンズとの間に一人息子のロラン・ボランを授かった。ジョーンズは愛人だったので、彼の遺産は彼女とロランには何も残されなかった[注釈 2]が、ボランの友人だったボウイがロランを援助していくと表明していた。ロランはミュージシャンとして活動している。
- 日本のロックバンド・筋肉少女帯の楽曲「電波Boogie」（アルバム『サーカス団パノラマ島へ帰る』収録）の歌詞に、伝聞形ではあるがボランが登場している。